# Jack Miller (roadracingförare)

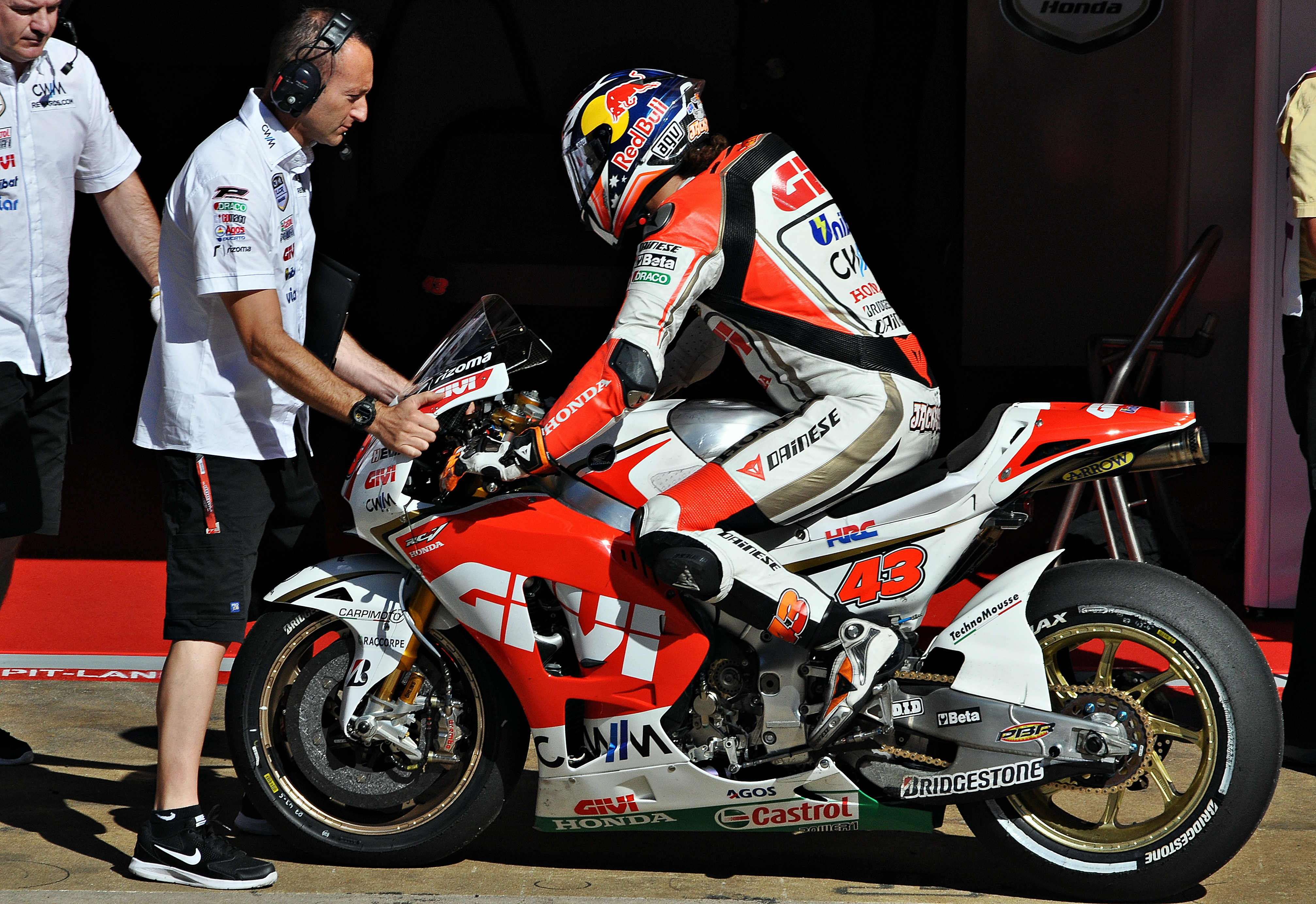
Jack Miller i MotoGP-klassen 2015.

Jack Miller, född 18 januari 1995 i Townsville i Queensland, är en australiensk roadracingförare som sedan 2015 tävlar i MotoGP-klassen i Grand Prix Roadracing. Hans främsta merit är andraplatsen i Moto3-VM säsongen 2014.

## Tävlingskarriär
Miller tävlade i dirt track som gosse. Vid 14 års ålder började han tävla i roadracing. Han flyttade till Europa för att utvecklas och gjorde VM-debut 2011 i 125GP-klassen. Han körde VM på deltid det året och deltog även i de spanska roadracingmästerskapen. Säsongen 2012 körde Miller heltid i VM i Moto3, som ersatt 125GP. Roadracing-VM 2013 tävlade Miller för Caretta Technology - RTG på en FTR-Honda. Han blev sjua i VM och ofta bästa Hondaförare i racen.
Till Roadracing-VM 2014 fick han kontrakt med KTM:s fabriksstall Red Bull KTM Ajo. Han tog sin första seger i årets premiärtävling, Qatars Grand Prix och vann även årets andra GP, i Texas. Det stod klart att Miller var favorit till VM-titeln. Han höll också ledningen under en stor del av säsongen. Efter TT Assen där Miller fick noll poäng ledde han fortfarande VM, men det skiljde endast 15 poäng till femteplatsen. Ledningen tappade han i den 14:e av 18 deltävlingar, Aragoniens Grand Prix. På en upptorkande bana ansåg både Miller och Álex Márquez sig ha rätt till det torra spåret i en kurva. Miller kraschade och Márquez körde vidare till en andraplats i racet och en VM-ledning med 11 poäng före Miller. Denne spurtade starkt i de tre sista GP:na men Márquez kunde hålla undan efter ett dramatiskt sista race och vinna VM endast 2 poäng före Miller.
Tidigt 2014 ryktades det om att Miller skulle hoppa över Moto2-klassen och gå direkt till MotoGP Roadracing-VM 2015. Det visade sig stämma. Miller skrev ett treårskontrakt direkt med Honda Racing Corporation och körde 2015 en Honda RC213V-RS i den öppna kategorin för Team LCR. Till 2016 flyttades Miller till Marc VDS Racing för att köra en förhoppningsvis konkurrenskraftigare Honda RC213V i MotoGP. Han ådrog sig ett komplicerat benbrott på försäsongen vid motocrossträning vilket hämmade honom inledningsvis. Miller vann sensationellt TT Assen den 26 juni 2016 i ett regnigt race. Det var första gången sedan Toni Elías vann Portugals GP 2006 som en förare som inte kör för ett fabriksstall vann ett Grand Prix i MotoGP-klassen. Resten av säsongen 2016 blev förstörd av skador för Miller och han kom på 18:e plats i VM. 2017 fortsatte han hos Marc VDS i MotoGP. Det blev inga pallplatser 2017 och han kom på elfte plats i VM. Säsongen 2018 bytte Miller stall och fabrikat till Pramac Ducati. Han kom på 13:e plats i VM. Miller fortsatte hos Pramac Ducati 2019. Han gjorde en stark säsong med fem tredjeplatser som bästa placeringar och åttonde plats i VM. Miller fortsatte hos Pramac 2020 men nu med senaste årsmodelllen av Ducati.

### VM-säsonger
| Säsong | Klass  | Plac. | Poäng | 1/2/3- plac. | Starter | Motorcykel | Team                     | Startnr |
| ------ | ------ | ----- | ----- | ------------ | ------- | ---------- | ------------------------ | ------- |
| 2011   | 125GP  | -     | 0     | - / - / -    | 6       | KTM        | Caretta Technology       | 8       |
| 2012   | Moto3  | 23    | 17    | - / - / -    | 14      | Honda      | Caretta Technology       | 8       |
| 2013   | Moto3  | 7     | 110   | - / - / -    | 17      | FTR Honda  | Caretta Technology - RTG | 8       |
| 2014   | Moto3  | 2     | 276   | 6 / 1 / 3    | 18      | KTM        | Red Bull KTM Ajo         | 8       |
| 2015   | MotoGP | 17    | 19    | - / - / -    | 18      | Honda      | CWM LCR Honda            | 43      |
| 2016   | MotoGP | 18    | 57    | 1 / - / -    | 13      | Honda      | Marc VDS Racing          | 43      |
| 2017   | MotoGP | 11    | 82    | - / - / -    | 17      | Honda      | Marc VDS Racing          | 43      |
| 2018   | MotoGP | 13    | 91    | - / - / -    | 18      | Ducati     | Octo Pramac Racing       | 43      |
| 2019   | MotoGP | 8     | 165   | - / - / 5    | 19      | Ducati     | Pramac Racing            | 43      |
| 2020   | MotoGP |       |       |              |         | Ducati     | Pramac Racing            | 43      |

## Pallplatser
Uppdaterad till 2021-06-12.
| Nr | Grand Prix | År   |
| -- | ---------- | ---- |
| 1  | TT Assen   | 2016 |
| 2  | Spanien    | 2021 |
| 3  | Frankrike  | 2021 |

| Nr | Grand Prix | År   |
| -- | ---------- | ---- |
| 1  | Steiermark | 2020 |
| 2  | Valencia   | 2020 |
| 3  | Portugal   | 2020 |

| Nr | Grand Prix | År   |
| -- | ---------- | ---- |
| 1  | Amerika    | 2019 |
| 2  | Tjeckien   | 2019 |
| 3  | Aragonien  | 2019 |
| 4  | Australien | 2019 |
| 5  | Valencia   | 2019 |
| 6  | Österrike  | 2020 |
| 7  | Katalonien | 2021 |

| Nr | Grand Prix | År   |
| -- | ---------- | ---- |
| 1  | Qatar      | 2014 |
| 2  | Amerika    | 2014 |
| 3  | Frankrike  | 2014 |
| 4  | Tyskland   | 2014 |
| 5  | Australien | 2014 |
| 6  | Valencia   | 2014 |

| Nr | Grand Prix | År   |
| -- | ---------- | ---- |
| 1  | Malaysia   | 2014 |

| Nr | Grand Prix   | År   |
| -- | ------------ | ---- |
| 1  | Argentina    | 2014 |
| 2  | Indianapolis | 2014 |
| 3  | San Marino   | 2014 |